# Valérie Mischler
 (juin 2012).
Si vous disposez d'ouvrages ou d'articles de référence ou si vous connaissez des sites web de qualité traitant du thème abordé ici, merci de compléter l'article en donnant les références utiles à sa vérifiabilité et en les liant à la section « Notes et références ».
Valérie Mischler est une artiste française, née à Wissembourg, dans le Bas-Rhin. Elle est chanteuse, auteure et comédienne.

## Biographie

### Carrière musicale
Après une formation à l'École de l'Acteur Florent et quelques stages auprès de metteurs en scène ou comédiens, tel que Jack Waltzer, de l'Actors Studio, Valérie Mischler participe à plusieurs pièces de théâtre. Pourtant, elle se tourne rapidement vers la chanson.
En 1992, elle obtient le Premier Prix de la Chanson au Bercy. Georges Moustaki la remarque et lui offre de participer à son spectacle au Casino de Paris, lui confiant une chanson créée par Irène Lecarte, « Le bar des 5 parties du monde » chanson peu connue, que Valérie Mischler continuera d'interpréter dans des spectacles ultérieurs à La Manufacture de la Chanson en 2009, puis au Théâtre Essaïon durant l'hiver 2010.
De 1994 à 1997, on la voit dans de nombreuses émissions de Pascal Sevran « La chance aux chansons ».
En 1995 elle obtient un nouveau 1er prix, celui de l'Open de la Chanson.
Puis ce sont Les Z’années Zazous en 1997, montées par Roger Louret, spectacle dans lequel elle tient un des rôles principaux. Viennent ensuite la reprise des Années Twist (1998-2000), Le siècle en chansons (2001-2002) et Les années Deauville (2002).
Le producteur Michel Célie, qui fut l'ami et l'éditeur du poète et parolier Bernard Dimey, décédé en 1981, lui fait découvrir l'œuvre monumentale de cet auteur. C'est au Divan du Monde, à Montmartre, en interprétant quelques chansons du poète, qu'elle se découvre une passion pour le cabaret et les textes de haute volée.
Elle crée le spectacle Valérie Mischler chante Bernard Dimey, unanimement salué par la critique, qui apporte un regard affiné sur le poète et met en majesté tous les talents de l'auteur, sa truculence et son hyper-sensibilité ; sa poésie et sa désespérance… Valérie reprend régulièrement ce spectacle, après l'avoir tourné en France, en Suisse et jusqu'en lointaine Sibérie : Philharmonie d'Irkoutsk en 2006; à Moscou, au Théâtre de l'Hermitage en 2006, et dans l'Oural : Philharmonie d'Ekaterinboug, en 2006 et 2009, ainsi qu'à l'Alliance française de Togliatti en 2009, où Valérie Mischler fait salles combles. Elle chante à guichets fermés deux mois à l'avance à la Philharmonie d'Ekaterinbourg (700 places).
À Paris, le spectacle, raccourci pour l'occasion, fait la première partie de Charles Dumont à l'Olympia, au printemps 2005. Également, cinq mois 1/2 d'exploitation au Petit Théâtre du Gymnase en 2007 et des dizaines d'autres représentations, notamment à l'Essaïon Théâtre, à l'Archipel ou à la cave à Jazz Entre Midi et Minuit… Un CD 7 titres, du même nom que le spectacle, sort en 2002. D'abord destiné à être un outil de promotion, il sera commercialisé et distribué par EPM. Vient ensuite un CD 12 titres, sorti en 2004, toujours sous l'appellation Valérie Mischler chante Dimey, toujours chez EPM. Les deux sont épuisés et non réédités à ce jour. L'édition appartient désormais aux éditions Raoul Breton.
En 2010, Valérie Mischler devient auteure de ses propres textes, mis en musique par sa pianiste Catherine Bedez. La fréquentation des grands auteurs du théâtre et de la chanson lui donne une haute exigence d'écriture. Une écriture sincère, dynamique, d'une sensibilité extrême, et qui reste proche d'elle-même, féminine, presque féministe s'il n'y avait cet humour et cette tendresse qui emportent tout et qui touchent autant les amateurs de chanson francophone ou de cabaret que le public non averti. De même Catherine Bedez sait trouver les notes et les mélodies qui font les bonnes chansons, celles qu'on reconnait dès la première écoute.
Après une série de concerts de février à fin Mars 2011 à l'Essaïon Théâtre, à Paris, accompagnée par Catherine Bedez au piano, par la violoncelliste Sabine Balasse et l'accordéoniste Michel Glasko, elle chante de nouveau dans cette salle en novembre et Décembre 2011. Le spectacle qui évolue déjà grâce à un remaniement de titres et l'ajout de nouvelles chansons, reprend désormais l'appellation du CD sorti à l'occasion : Pourquoi.... En 2013, sort un deuxième album "Méli-mélo de bluettes sur canapé".
Depuis quelques années, Valérie Mischler travaille avec Xavier Rubin, guitariste et compositeur, et de cette collaboration est né un album intitulé "Indomptée" sorti le 12 mai 2023 chez EPM Musique. Elle s'essaye également à la prose et son premier livre L'Artistôlière est édité chez EPM Musique lui aussi.

#### Théâtre
Valérie Mischler est aussi comédienne : elle a notamment joué à Paris en 2006 au Ciné 13 Théâtre dans Characters, mis en scène par Elisabeth Kemp, directrice artistique de l'Actor's Studio de New York, dans Bis Repetita de, et mis en scène par Philippe Touzet au Théâtre des Deux Rives de Charenton, ainsi que dans Alias le bonheur, de Ludovic Longelin, mis en scène par Stanislas Grassian au théâtre de l'Epée de Bois, à la Cartoucherie de Vincennes…

#### Télévision
- 2008 : Plus belle la vie (saison 5) : Aline Montfort, tante et mère adoptive de Quentin Deschamps

#### Cinéma
On l'a vue dans le film Les Brigades du Tigre, de Jérôme Cornuau, tourné en 2005, et dans No comment, de Pierre-Henri Salfati, tourné en 2009.

## Discographie
- 2002 : Valérie Mischler chante Dimey (7 titres)
- 2004 : Valérie Mischler chante Dimey (12 titres)
- 2011 : Pourquoi...
- 2013 : Méli-mélo de bluettes sur canapé
- 2023 : Indomptée EPM Musique